# Wohnungspolitik
Wohnungspolitik (auch Wohnungsbaupolitik) ist im engeren Sinne die öffentliche Politik, die sich auf das Wohnungswesen richtet. Der Begriff Politik bezeichnet hierbei zum einen das konkrete eingreifende Handeln, zum anderen die Zielvorstellungen, an denen sich dieses Handeln orientiert. Die zur Zielerreichung gewählten Mittel hängen von den Informationen ab, auf deren Basis geplant bzw. entschieden wird. Bei den Zielen können Zielkonflikte entstehen; zwischen den Akteuren können Interessenkonflikte bestehen.

## Zielsetzung
Wohnungspolitik äußert sich im regulierenden Eingreifen der öffentlichen Hand in den Wohnungsmarkt und planerisch auch durch die Stadtplanung und den öffentlichen bzw. staatlich geförderten Wohnungsbau. Sie wendet dabei verschiedene Instrumente – rechtlich und finanziell – an. Was nun die Handlungsebene staatlicher Wohnungspolitik betrifft, so sind es in Deutschland vor allem Bundesregierung und Landesregierungen, die die Rahmenbedingungen bestimmen. Daher ist die Zielsetzung unterschiedlich. Sozialer Wohnungsbau und Förderung des Wohneigentums sind zwei wichtige, aber oft gegensätzliche Ziele. Wohnbauförderung ist ein Begriff, der sowohl als politisches Ziel, als auch für die Zusammenfassung mehrerer Maßnahmen formuliert werden kann. Beispielsweise können Länder damit den Neubau von Mietwohnungen fördern.

## Rolle des Staates
Die Kommune setzt als lokaler Akteur jeweils vor allem Bundes- bzw. Landesrecht um. Der Staat hat im Verständnis der Sozialpolitik und im Rahmen der Daseinsvorsorge die Aufgabe, eine Mindestversorgung mit Wohnraum zu sichern, wenn der Einzelne dazu nicht in der Lage ist. Hierzu gibt es ja nach politischer Ideologie und dem zugrunde liegenden Menschenbild unterschiedliche Auffassungen. Ein Ansatz dazu ist das Subsidiaritätsprinzip. Die Wohnungspolitik soll zum Beispiel das Verteilungs- und das Zugangsproblem lösen, das heißt, die Mietbelastung muss auch für Haushalte mit geringem Einkommen tragbar sein. Es lassen sich dabei drei Bereiche der praktischen Wohnungspolitik in Deutschland unterscheiden:
1. Soziale Absicherung des Wohnens: Die Umsetzung der sozialen Absicherung erfolgt über klassische Instrumente wie das Wohngeld, den sozialen Wohnungsbau und neuerdings den Ankauf von Belegungsbindungen aus dem Wohnungsbestand.
2. Sicherung günstiger Angebots- und Nutzungsbedingungen: Dazu zählen die Ausweisung und Erschließung von Bauland, Stadterneuerungs- und Stadtentwicklungsmaßnahmen, der Kündigungsschutz sowie das Steuerrecht.
3. Wohneigentumspolitik: Die Förderung des selbstgenutzten Wohneigentums beruht teilweise auf vermögenspolitischen Grundsätzen. Als gesetzliche Regelung wurde hier die „Eigenheimzulage“ geschaffen.[3]

## Geschichte der Wohnungspolitik
Bereits im 19. Jahrhundert reifte die Erkenntnis, dass der Wohnungsmarkt nicht sich selbst überlassen werden dürfe. Infolge der Industrialisierung und der damit verbundenen Landflucht stieg der Wohnungsbedarf in den Städten sprunghaft an. Es kam zu Bodenspekulation, Wuchermieten und Obdachlosigkeit. Eingriffe des Staates wurden aus Gründen der Sicherheit und Ordnung, aber auch aus Gründen des Gesundheitsschutzes notwendig. Die nach dem Ersten Weltkrieg in einigen Regionen entstehende Wohnungsnot und die Wirtschaftskrise verstärkten die staatlichen Eingriffe auf dem Wohnungsmarkt. Zahlreiche Gesetze zur Bekämpfung des Wohnungsmangels wurden erlassen. Nach dem Zweiten Weltkrieg – knapp ein Viertel des Wohnungsbestandes von ca. 18 Mio. Wohnungen in Deutschland war zerstört und mehr als zwölf Millionen Flüchtlinge mussten untergebracht werden – wurde die Versorgung der Bevölkerung mit Wohnraum zur wichtigsten Aufgabe des Staates. Ein Wohnungsbauministerium auf Bundesebene wurde eingerichtet. Weitere Marksteine waren das Erste (1950) und das Zweite Wohnungsbaugesetz (1956), mit denen die drei Segmente staatlicher Interventionen (öffentlich geförderter sozialer Wohnungsbau, steuerbegünstigter und frei finanzierter Wohnungsbau) auf eine gesetzliche Grundlage gestellt wurden. Das Zweite Wohnungsbaugesetz ist bis heute die Grundlage der sozialen Wohnungspolitik.
Die Wohnungspolitik der DDR offenbarte eine starke staatliche Regulierung der Bautätigkeit und der Mietpreise. Aus politischen und wirtschaftlichen Motiven wurde der Neubau in industriell gefertigter Plattenbauweise favorisiert und zugleich die Erhaltung der Altbausubstanz vernachlässigt. Selbstgenutztes Wohneigentum konnte nur in sehr begrenztem Maße angeeignet werden. Die Mieten wurden aus sozialpolitischen Gründen niedrig gehalten. Für Altbauten galten die auf dem Niveau von 1936 eingefrorenen Mieten. Die Mieten für Neubauten wurden im Jahr 1981 zentral festgelegt und lagen im Durchschnitt bei 0,45 Euro pro Quadratmeter Wohnfläche. Die Mieten waren somit weder wohnwertorientiert noch kostendeckend. Der Kostendeckungsgrad durch die Mieteinnahmen betrug nur zehn bis 15 Prozent. Dies hatte zur Folge, dass viele Häuser aufgrund unterlassener Reparaturen vernachlässigt wurden und die Altstadtgebiete sich entvölkerten.

## Deutschland
Für die Wohnungspolitik existieren verschiedene Konzepte, die zum einen auf eine Wiederbelebung des sozialen Wohnungsbaues setzen und zum anderen das Wohngeld auch bei höheren Einkommensgrenzen zahlen wollen. Ein Reformvorschlag fordert das Angleichen der Bestandsmiete auf das Niveau der Marktmiete durch eine Reform der ortsüblichen Vergleichsmiete, um eine ausgeweitete individuelle Förderung aller tatsächlich Bedürftigen auch im Bereich mittlerer Einkommen zu erreichen.
Das Münchner Forum will kommunalen Wohnungsbauunternehmen, Wohnungsbaugenossenschaften und privaten Baugemeinschaften zusätzlich einen „Konzeptuellen Wohnungsbau“ ermöglichen. Schärfere SoBon-Regeln für neu ausgewiesene Baugrundstücke, geringere Wohnungsgrößen, beschleunigte Verfahren nach § 13a BauGB, Nachverdichtungen, Mobilitätsstationen für CarSharing und ein geringerer Stellplatzschlüssel sollen das Instrumentarium der kommunalen Wohnungspolitik vielseitiger machen.

### Wohneigentumspolitik
Die Förderung vom Wohneigentum ist teilweise umstritten. Die Eigenheimzulage (EHZ) wurde abgeschafft; Neufälle erhalten ab dem 1. Januar 2006 keine EHZ mehr. Bei der seit 2002 bestehenden staatlich geförderten privaten Altersvorsorge („Riester-Rente“) wird das selbstgenutzte Wohneigentum in der Form des Entnahmemodells berücksichtigt (§ 92a, § 92b EStG). In keinem anderen Land Europas wohnen mehr Menschen zur Miete als in Deutschland. 2016 waren es 54 %, gefolgt von Dänemark mit 34 %. In anderen Ländern übersteigt der Mietanteil kaum die 25-Prozent-Marke. Forderungen nach einer Erhöhung der Wohneigentumsquote in Deutschland verweisen auf die zu hohen Kaufnebenkosten, sowie fehlende Anreize durch Steuerfreibeträge und Kreditversicherungen.
Spezielle Themen sind die Grunderwerbsteuer (GrESt) und die sogenannte Maklergebühr (Provision). Dabei wurde kritisiert, die GrESt sei über viele Jahre mit 2 % zu niedrig gewesen. Mit dem Jahressteuergesetz 1997 wurde der Steuersatz der Grunderwerbsteuer von 2 % auf 3,5 % erhöht (= + 75 %). Seit dem 1. September 2006 haben die Bundesländer gemäß Art. 105 Abs. 2a Satz 2 GG die Befugnis, die Höhe des Steuersatzes selbst zu bestimmen.
Dagegen war die Maklerprovision in den Bundesländern lange Zeit sehr unterschiedlich und wurde als zusätzliche Belastung kritisiert, da sie zum Teil allein vom Käufer getragen wurde. 2020 wurde die hälftige Kostenteilung der Maklerprovision bei Kauf von Wohnungen und Einfamilienhäusern in § 656c BGB als Regelfall festgeschrieben, sofern der Käufer ein Verbraucher ist.

### Landespolitik
Berlin erhöhte die Grunderwerbsteuer auf 4,5 %. Hamburg erhöhte zum 1. Januar 2009 ebenfalls auf 4,5 %. In Rheinland-Pfalz beschloss die 2011 gewählte rot-grüne Koalition, die Grunderwerbsteuer zum 1. März 2012 um anderthalb Prozentpunkte (= über 42 %) anzuheben. Nordrhein-Westfalen erhöhte die Grunderwerbsteuer zum 1. Oktober 2011 auf 5 %.
Bayern stockte das Baukindergeld um jährlich 300 Euro für jedes Kind auf, wenn der Antrag dafür bis zum 31. Dezember 2020 gestellt wurde.

### Bundespolitik seit 2013
Die zweite große Koalition in der dritten Regierung von Angela Merkel schrieb in ihren Koalitionsvertrag von Ende 2013 ein Bündnis für Wohnen.  Ein Pakt für bezahlbares Wohnen und Bauen konkretisierte die neue Wohnungspolitik, in welcher eine Mietpreisbremse, eine Ausweitung des sozialen Wohnungsbaues, eine Erhöhung des Wohngeldes, eine degressive Abschreibung für neugebaute Wohnungen und eine Überwälzung der Maklerkosten nach dem Verursacherprinzip gefordert wurde.
Am 5. März 2015 beschloss der Deutsche Bundestag die sogenannte Mietpreisbremse, die ein Überschreiten der ortsüblichen Vergleichsmiete auf 10 % begrenzt. Die dritte große Koalition in der vierten Regierung Merkel beschloss Ende 2018 das (auch Mieterschutzgesetz genannte) Mietrechtsanpassungsgesetz, welches die Mietpreisbremse verschärfte und den Umlagesatz der Kosten einer Modernisierung vom Vermieter auf den Mieter von 11 auf 8 Prozent reduzierte. 2018 wurden auch die Einführung eines Baukindergeldes und eine Sonderabschreibung im Mietwohnungsneubau gesetzlich verabschiedet.
Die Berliner Humboldt-Universität erstellte im Auftrag der Hans Böckler Stiftung 2018 eine Bilanz der Wohnungspolitik. Vier von zehn Haushalten oder 8,6 Millionen Einwohner geben in deutschen Großstädten 30 Prozent oder mehr ihres Nettoeinkommens für Miete und Nebenkosten aus. Eine Analyse des Instituts der deutschen Wirtschaft Köln kommt 2020 zu dem Schluss, dass nur 2,2 % der Gesamtbevölkerung 30 % Miete für eine Großstadtwohnung ausgeben und somit nur eine kleine Gruppe von Haushalten mit einem deutlichen Anstieg der Wohnkosten belastet sind.
Bundesweit fallen im Durchschnitt Jahr für Jahr 90 000 Sozialwohnungen aus der Mietpreisbindung heraus. Mit den geförderten Neubauten lässt sich nicht einmal ein Drittel der Abgänge ausgleichen. Gab es 1980 noch 4 Millionen Sozialwohnungen im Bestand, lag deren Zahl 2006 nur noch bei 2,1 Millionen und fiel durchschnittlich mit 55 000 Wohnungen pro Jahr auf 1,2 Millionen in 2018. Ende 2017 erhielten knapp 600 000 Haushalte Wohngeld in Höhe von insgesamt 1,1 Milliarden Euro, im Durchschnitt etwa 150 Euro im Monat. Auf Haushalte mit geringem Einkommen habe die Mietpreisbremse „keinen Einfluss“.

## Wohnungspolitik im europäischen Vergleich
Ein Vergleich der Wohnungspolitiken zwischen den Mitgliedsstaaten der EU zeigt, dass es 4 wichtige Instrumente gibt: Wohnkostenzuschüsse, Maßnahmen für Hauskäufer und Eigentümer, subventionierten Wohnungsbau und Mietenregulierung. Eine mietrechtliche Kontrolle der Miethöhe findet sich vor allem in den westlichen EU-Mitgliedsstaaten. Im Vergleich der beiden subjektorientierten Instrumententypen überwiegen in den Mitgliedsstaaten Maßnahmen für Hauskäufer und Eigentümer im Verhältnis zum Instrument der Wohnkostenzuschüsse. Das Thema der Energieeffizienz ist in fast allen Mitgliedstaaten nur zu einem gewissen Teil ausgeprägt. Das mit Abstand am weitesten verbreitete Problem der Wohnraumversorgung stellen Preis- und Mietsteigerungen in urbanen Räumen, sowie damit einhergehende Finanzierungsprobleme und ein Mangel an sozialem beziehungsweise gefördertem Wohnraum dar.
In Form von Steuererleichterungen in den Wohnungsmarkt intervenieren Belgien, Dänemark, Frankreich, Italien, die Niederlande, Schweden und die Schweiz.  Subventionen, insbesondere in Form von zinsverbilligten Darlehen, zählen in Großbritannien, Italien, den Niederlanden, Österreich, Polen und Ungarn zur gängigen Wohnungsmarktpolitik. Den Bau von Sozialwohnungen durch öffentliche Unternehmen betreiben Frankreich, Finnland, Irland, Norwegen und Polen. Italien versucht durch Steuererleichterungen die energetische Sanierung des Wohnungsbestandes zu erleichtern. Großbritannien unterstützt besonders stark den Hauskauf.
In Frankreich sieht seit 2000 das Gesetz über urbane Solidarität SRU vor, dass alle Städte und Gemeinden mit mehr als 3500 Einwohnern verpflichtet sind, bei Baugenehmigungen so viele neue Sozialwohnungen vorzusehen, dass deren Anteil innerhalb der Kommune mindestens 20 Prozent beträgt.  In Österreich betreibt die Stadt Wien seit Jahrzehnten eine konsequente Grundstückspolitik, die Grundstückskäufer verpflichtet, einen Teil der Grundstücksflächen an die Stadt zu verkaufen, die diese dann in Erbpacht anbietet, oder selbst für den eigenen sozialen Wohnungsbau nutzt. Die nationalen Mieterverbände fordern sozialen Wohnungsbau auch mit EU-Geld, sowie ein europaweites Immobilienregister, um Spekulationsschwerpunkte besser erkennen zu können.